# Susanna Gabojan
Susanna Gabojan (armenisch Գաբոյան Սուսաննա, beim Weltschachbund FIDE Susanna Gaboyan; * 25. August 1996 in Jerewan) ist eine armenische Schachspielerin, die den Titel Internationaler Meister der Frauen (WIM) trägt.

## Leben
Susanna Gabojan besuchte die Schachakademie Jerewans und wurde von Arsen Eghiassarjan trainiert. Sie studierte am Armenischen Staatlichen Institut für Körperkultur und Sport in Jerewan.

## Erfolge
Sie gewann viele armenische Jugend- und Juniorenmeisterschaften sowohl in Mädchen- als auch in offenen Turnieren. Im Januar 2015 gewann sie die 70. armenische Einzelmeisterschaft der Frauen mit 7 Punkten aus 9 Partien. Sie war bei dieser Meisterschaft von der Elo-Zahl her nur an 7 gesetzt. In den beiden darauf folgenden Jahren wurde sie Dritte. Im Februar 2021 konnte sie die Landesmeisterschaft erneut gewinnen. 
Für die armenische Frauennationalmannschaft spielte sie bei der Mannschaftsweltmeisterschaft 2015 in Chengdu und der Mannschaftseuropameisterschaft im selben Jahr in Reykjavík am Reservebrett.
Vereinsschach hat sie 2014 in der armenischen höchsten Liga für die Frauenmannschaft LEBO und 2016 in der georgischen Frauenliga gespielt. In Deutschland spielte sie in der Saison 2018/19 und 2019/20 für den SC Bad Königshofen sowie 2019/20 als Gastspielerin in der 2. Frauenbundesliga für KissChess aus Bad Kissingen.

## Normen und Rating
Seit April 2018 trägt sie den WIM-Titel. Die Normen hierfür erzielte sie bei der U18-WM der Frauen in al-Ain im Dezember 2013, mit Übererfüllung bei der U20-WM der Frauen in Chanty-Mansijsk im September 2015, beim 1. Jerewan Open im Oktober 2016 sowie, erneut mit Übererfüllung, in der B-Gruppe des Moskau Opens im Februar 2018.
Mit ihrer höchsten Elo-Zahl von 2274 im September 2022 lag sie auf dem fünften Platz der armenischen Elo-Rangliste der Frauen.